# Jarkko Immonen
Jarkko Immonen (ur. 11 maja 1982 w Rantasalmi) – fiński hokeista, reprezentant Finlandii, dwukrotny olimpijczyk.

## Kariera klubowa
- SaPKo U16 (1996–1998)
- SaPKo U20 (1998–1999)
- SaPKo (1998–2000)
- TuTo / TuTo U20 (2000–2001)
- Ässät (2001–2002)
  -  Ässät U20 (2002)
- JYP (2002–2005)
- Hartford Wolf Pack (2005–2007)
- New York Rangers (2006–2007)
- JYP (2007–2009)
- Ak Bars Kazań (2009–2013)
- Torpedo Niżny Nowogród (2013-2015)
- EV Zug (2015-2017)
- JYP (2017-2021)
- Jukurit (2021-)

Wychowanek klubu R-U. W drafcie NHL z 2002 został wybrany przez kanadyjski klub Toronto Maple Leafs. Od 2002 do 2005 miał trzy udane sezony w drużynie JYP w rodzimych rozgrywkach SM-liiga, w których wykazywał się dużą skutecznością punktową w rundach zasadniczych. W międzyczasie Toronto Maple Leafs przekazał prawa do zawodnika na rzecz drużyny New York Rangers w ramach rozliczenia za transfer weterana, Briana Leetcha. Zawodnikiem zespołu z Nowego Jorku był w latach 2005-2007, przy czym w jego barwach w rozgrywkach NHL wystąpił jedynie w 20 spotkaniach (uzyskał 8 punktów za 3 gole i 5 asyst), a równolegle rozegrał dwa pełne sezony w klubie farmerskim, Hartford Wolf Pack w lidze AHL. Następnie powrócił do ojczyzny i rozegrał kolejne dwa sezony z JYP, w 2009 zdobywając z drużyną mistrzostwo Finlandii. W kwietniu 2009 został zawodnikiem rosyjskiej drużyny Ak Bars Kazań, występującej w rozgrywkach KHL. Rozegrał w niej cztery sezony w rozgrywkach KHL, zdobywając mistrzostwo ligi - Puchar Gagarina w 2010. W maju 2011 przedłużył kontrakt z klubem. Od maja 2013 zawodnik Torpedo Niżny Nowogród, związany dwuletnim kontraktem. Po sezonie KHL (2014/2015) pod koniec marca 2015 podpisał dwuletni kontrakt ze szwajcarskim klubem EV Zug w rozgrywkach National League A (od 2008 trenerem w klubie został inny Fin, Waltteri Immonen, który nie jest spokrewniony z Jarkko). Odszedł z EV Zug w kwietniu 2017. Od maja 2017 ponownie zawodnik JYP. W kwietniu 2021 przeszedł do Jukurit.

## Kariera reprezentacyjna
Uczestniczył w turniejach mistrzostw świata w 2009, 2010, 2011, 2012, 2014, 2015 oraz zimowych igrzysk olimpijskich 2010, 2014. Zdobył złoty medal podczas mistrzostw świata w 2011 na Słowacji. W klasyfikacji punktowej wszystkich zawodników mistrzostw uplasował się na pierwszej pozycji (12 pkt za 9 gole i 3 asysty w 9 meczach). Na turnieju w 2013 nie wystąpił z powodu kontuzji.

## Sukcesy
Reprezentacyjne
- Złoty medal mistrzostw świata juniorów do lat 18: 2002
- Brązowy medal mistrzostw świata juniorów do lat 20: 2002
- Złoty medal mistrzostw świata: 2011
- Brązowy medal igrzysk olimpijskich: 2010, 2014
- Srebrny medal mistrzostw świata: 2014

Klubowe
- Srebrny medal Mestis: 2001 z TuTo
- Złoty medal mistrzostw Finlandii: 2009 z JYP
- Złoty medal mistrzostw Rosji: 2010 z Ak Barsem Kazań

Indywidualne
- SM-liiga (2007/2008):
  - Najlepszy zawodnik miesiąca - listopad 2007
  - Piąte miejsce w klasyfikacji strzelców w sezonie zasadniczym: 26 goli[13]
  - Piąte miejsce w klasyfikacji asystentów w sezonie zasadniczym: 37 asyst[14]
  - Czwarte miejsce w klasyfikacji kanadyjskiej w sezonie zasadniczym: 63 punkty[15]
  - Skład gwiazd sezonu
- SM-liiga (2008/2009):
  - Ósme miejsce w klasyfikacji strzelców w sezonie zasadniczym: 23 gole[16]
  - Drugie miejsce w klasyfikacji asystentów w sezonie zasadniczym: 41 asyst[17]
  - Drugie miejsce w klasyfikacji kanadyjskiej w sezonie zasadniczym: 64 punkty[18]
  - Trzecie miejsce w klasyfikacji asystentów w fazie play-off: 10 asyst[19]
  - Skład gwiazd sezonu
- KHL (2009/2010):
  - Czwarte miejsce w klasyfikacji asystentów w fazie play-off: 10 asyst
  - Czwarte miejsce w klasyfikacji zwycięskich goli w fazie play-off: 2 gole
- Mistrzostwa Świata w Hokeju na Lodzie 2010/Elita:
  - Jeden z trzech najlepszych zawodników reprezentacji
- Mistrzostwa Świata w Hokeju na Lodzie 2011/Elita:
  - Pierwsze miejsce w klasyfikacji strzelców turnieju: 9 goli
  - Pierwsze miejsce w punktacji kanadyjskiej turnieju: 12 punktów
  - Jeden z trzech najlepszych zawodników reprezentacji
  - Skład gwiazd turnieju
- Karjala Cup 2011:
  - Najlepszy napastnik turnieju
  - Skład gwiazd turnieju
- Liiga (2017/2018):
  - Czwarte miejsce w klasyfikacji asystentów w sezonie zasadniczym: 37 asyst[20]
  - Ósme miejsce w klasyfikacji kanadyjskiej w sezonie zasadniczym: 50 punktów[21]
  - Nagroda dla najuczciwszego zawodnika (Trofeum Raimo Kilpiö)